# Gunnar Asmussen
Gunnar Henry Asmussen (nascido em 10 de maio de 1944) é um ex-ciclista dinamarquês que representou o seu país nos Jogos Olímpicos de 1968, na Cidade do México, onde foi o vencedor e recebeu a medalha de ouro competindo na prova de perseguição por equipes (4000 m), junto com Mogens Frey, Per Lyngemark e Reno Olsen.